# Chrysalis (album)
Chrysalis (nella versione in lingua inglese) o Désirs contraires (nella versione in lingua francese) è il secondo album in studio pubblicato sul mercato internazionale dalla cantante indonesiana Anggun, uscito nel 2000.

## Tracce
- Versione inglese (Chrysalis)

1. Still Reminds Me
2. Rain
3. Breathing
4. Chrysalis
5. Tears of Sorrow
6. Want You to Want Me
7. How the World
8. A Prayer
9. Non Angelical
10. Look into Yourself
11. Forbidden Love
12. Signs of Destiny
13. Comme un privilege
14. Broken Dream

- Versione francese (Désirs contraires)

1. Derrière la porte
2. Les champs de peine
3. Un geste d'amour
4. Un monde à l'endroit
5. Chaque jour sans fièvre
6. Une femme
7. Tu nages
8. Mes désirs contraires
9. Marcher sur la mer
10. Tu mens
11. Brume
12. Tout peut arriver
13. Mon privilège
14. Broken Dream

## Classifiche
| Classifica (2000) | Posizione raggiunta |
| ----------------- | ------------------- |
| Italia            | 10                  |
| Svizzera          | 60                  |

### Dèsirs contrairies
| Classifica (2000) | Posizione raggiunta |
| ----------------- | ------------------- |
| Francia           | 48                  |